# Deon Lendore
Deon Christopher Lendore (Mount Hope (Arima), 28 oktober 1992 – Milam County (Texas), 10 januari 2022) was een Trinidadiaanse atleet, gespecialiseerd in de 400 m. Hij maakte veelvuldig deel uit van het 4 × 400 m estafetteteam van Trinidad en Tobago en heeft daar meerdere successen mee geboekt, met als beste prestaties een bronzen medaille tijdens de Olympische Spelen van 2012 in Londen en een zilveren medaille bij de wereldkampioenschappen van 2015. Individueel is zijn beste prestatie een derde plaats bij de wereldindoorkampioenschappen van 2016.
Lendore kwam op 10 januari 2022 om het leven bij een verkeersongeval op de snelweg bij Milam County. Hij werd 29 jaar oud.

## Biografie

### Jeugd
Deon Lendore werd geboren in Mount Hope, gelegen in de borough Arima op het eiland Trinidad. Hij ging naar school in de Trinidiaanse hoofdstad Port of Spain. Lendore begon al vroeg met het lopen van internationale wedstrijden. Op zijn vijftiende deed hij mee met de CARIFTA Spelen, een atletiektoernooi voor junioren van de landen die lid zijn van de Caribbean Free Trade Association (CARIFTA). In de leeftijdscategorie onder 17 jaar eindigde hij op de 400 m als vierde. Het estafetteteam, waar hij deel van uitmaakte, eindigde wel op het podium: ze finishten in 3.21,20 als tweede achter Jamaica.
Ook in de daaropvolgende jaren deed hij mee aan internationale juniorenkampioenschappen, vaak meerdere per jaar. Zo deed hij in 2009 mee aan de WK voor B-junioren op de 400 m. Hier strandde hij in de halve finales. In 2010 werd Lendore uitgezonden naar de wereldkampioenschappen voor junioren van Moncton voor de 400 m en de 4 × 400 m. Op beide onderdelen bereikte hij niet de finale en eindigde hij als tiende.

### Seniorendebuut
In 2011 haalde Lendore zijn grootste individuele succes tot dan toe binnen: bij de Pan-Amerikaanse juniorenkampioenschappen eindigde hij in een persoonlijk record van 46,50 s als tweede achter de Amerikaan Joshua Mance. Ook op de estafette werd hij tweede achter Amerika. Met deze prestaties had hij zich genoeg in de kijker gelopen om deel uit te maken van het seniorenteam op de 4 × 400 m. Tijdens de WK van 2011 in Daegu liep hij in de series mee met het Trinidiaanse team. Het team haalde de finale niet.

### Universiteit - Olympisch brons
Doordat Lendore door zijn atletiekprestaties een studiebeurs werd geboden door de Texas A&M-universiteit, verhuisde hij in 2012 naar College Station in de Verenigde Staten. Hij studeert daar business management. De nieuwe omgeving bleek een grote impact te hebben op zijn prestaties op de atletiekbaan: hij verbeterde zijn persoonlijk record in dat jaar met 1,4 seconden naar 45,13 s. Daardoor kon hij dat jaar wederom deel uitmaken van het estafetteteam, ditmaal bij de Olympische Spelen van Londen. Ook mocht hij individueel deelnemen. Hier kwam hij niet door de series heen met een tijd van 45,74. Op de 4 × 400 m had hij meer succes: samen met Lalonde Gordon, Jarrin Solomon en Ade Alleyne-Forte bereikte het Trinidadiaanse team als eerste in zijn serie de finale in een nationaal record van 3.00,38. In de finale scherpten ze deze tijd nog wat aan tot 2.59,40, wat goed was voor de bronzen medaille.
In september 2012 moest Lendore worden geopereerd aan een hernia, waar hij ook al tijdens de Olympische Spelen last van had. Deze operatie was succesvol en hij kon na een maand weer trainen.
Het indoorseizoen van 2013 was succesvol voor Lendore: hij benaderde op de kleinere indoorbanen zijn persoonlijk outdoorrecord tot twee honderdsten (45,15). Daardoor sloot hij het seizoen af als snelste op de mondiale ranglijst van dat seizoen. Tevens was dit een verbetering van het Trinidiaanse indoorrecord. Outdoor was zijn progressie dat jaar relatief bescheiden, al dook hij wel voor het eerst onder de 45 seconden, tijdens de National Collegiate Athletic Association-kampioenschappen (NCAA). Dit leverde hem de tweede plaats op. Later in dat jaar tijdens de WK van Moskou deed Lendore mee aan de individuele 400 m, waar hij in de halve finales strandde. Bij de estafette bereikte Lendore met het Trinidiaanse team wel de finale, maar in die finale werd hij uiteindelijk niet opgesteld.

### Geen grote toernooien
Deon Lendore was net als het voorgaande jaar succesvol tijdens het indoorseizoen van 2014. Hij veroverde zijn eerste NCAA-titel, op de 400 m. Hij liep een tiende sneller dan in 2013, waarmee hij ook in 2014 de snelste 400 m van het indoorseizoen liep. Die tijd, 45,03, was tevens een nationaal record. Dit leverde een kwalificatie op voor de WK indoor in Sopot, maar hij besloot hier niet aan mee te doen. Hetzelfde geldt voor de eerste editie van de IAAF World Relays in Nassau. Hier bleef hij weg wegens verplichtingen aan het atletiekteam van de Texas A&M-universiteit. Het team zonder Lendore verbeterde de tijd, gelopen tijdens de Olympische Spelen van Londen, waardoor hij zijn nationale record op de 4 × 400 m verloor. In de universiteitsatletiek deed Lendore echter goede zaken. Hij veroverde nu ook outdoor de NCAA-titel en verbeterde zijn persoonlijk record tot 44,36. Hierdoor werd hij wederom geselecteerd voor het estafetteteam van Trinidad en Tobago, dit keer voor de Gemenebestspelen in Galsgow. Lendore gaf aan zijn twijfels te hebben over deelname aan deze kampioenschappen vanwege zijn door het universiteitscircuit al volle wedstrijdkalender. Hierdoor heeft hij dit toernooi uiteindelijk overgeslagen. De keuze voor het universiteitscircuit betaalde zich uit: Lendore won de Bowerman trofee van 2014, die wordt uitgereikt aan de beste studentenatleet van de Verenigde Staten.

### Blessures
Het outdoorseizoen van 2015 begon voortvarend voor Lendore, met een 400 meterrace eind mei, waarin hij zijn persoonlijk record tot op vijf honderdste van een seconde benaderde. Echter korte tijd later sloeg het noodlot toe en blesseerde Lendore zich aan zijn rechterknie. Eind juni deed de atleet mee aan zijn laatste NCAA-kampioenschap. In de finale van de 400 m ging het wederom mis: Lendore viel tijdens de race uit door een blessure aan zijn hamstrings. Later in het seizoen kreeg Lendore last van zijn quadriceps, waardoor hij naar aanloop van de WK van Peking geen wedstrijden kon lopen. Hij liep daar dan ook alleen in teamverband. Het team van Trinidad en Tobago was daar succesvol, met een nationaal record van 2.58,20 in de finale op de 4 × 400 m, wat een zilveren medaille opleverde.

### Individuele medailles
Lendore kende zijn individuele doorbraak tijdens de WK indoor van 2016 in Portland. Hij liep in de finale naar een derde plaats op de 400 m in 46,17 en vergaarde zijn eerste individuele mondiale medaille. Ook tijdens de estafette was Lendore succesvol: hij liep als slotloper het team van Trinidad en Tobago naar een derde plaats. Op de Olympische Spelen van 2016 in Rio de Janeiro nam hij deel aan de 400 m en de 4 × 400 m estafette. Op het individuele nummer sneuvelde hij in de series met een tijd van 46,15 en op de estafette werd hij met zijn team gediskwalificeerd wegens een wisselfout. In 2018 liep Lendore opnieuw naar de bronzen medaille op de 400 meter op het  WK Indoor.
In 2021 nam Lendore deel aan de uitgestelde Olympische Spelen van 2020 in Tokio. Op de 400 m werd hij uitgeschakeld in de halve finale. Als startloper van het Botswaanse kwartet in de finale van de 4 × 400 meter liep hij aan de zijde van Jereem Richards, Dwight St. Hillaire en Machel Cedenio naar een achtste en laatste plaats.
Op 10 januari 2022 kwam Lendore om het leven tijdens een verkeersongeval.

## Titels
- NCAA-kampioen 400 m - 2014
- NCAA-kampioen 4 × 400 m - 2014
- NCAA-indoorkampioen 400 m - 2014
- Kampioen CARIFTA Spelen U20 4 × 400 m - 2011
- Centraal-Amerikaans en Caribisch juniorenkampioen 4 × 400 m - 2010
- Trinidadiaans kampioen 400 m - 2013, 2018

## Persoonlijke records
Outdoor
| Onderdeel | Prestatie          | Datum         | Plaats    |
| --------- | ------------------ | ------------- | --------- |
| 200 m     | 20,49 s (+1,4 m/s) | 19 maart 2021 | Tucson    |
| 400 m     | 44,36 s            | 18 mei 2014   | Lexington |

Indoor
| Onderdeel | Prestatie | Datum            | Plaats          |
| --------- | --------- | ---------------- | --------------- |
| 200 m     | 20,68 s   | 8 februari 2014  | College Station |
| 300 m     | 33,21 s   | 22 februari 2020 | College Station |
| 400 m     | 45,03 s   | 1 maart 2014     | College Station |
| 600 m     | 1.16,09   | 19 januari 2019  | College Station |

## Prestatieontwikkeling op de 400 meter
| Jaar | Indoor | Outdoor |
| ---- | ------ | ------- |
| 2009 |        | 47,61   |
| 2010 |        | 46,59   |
| 2011 |        | 46,50   |
| 2012 | 46,33  | 45,13   |
| 2013 | 45,15  | 44,94   |
| 2014 | 45,03  | 44,36   |
| 2015 | 45,38  | 44,41   |
| 2016 | 45,56  | 45,31   |
| 2017 |        |         |
| 2018 |        | 44,81   |
| 2019 |        | 46,05   |
| 2020 |        | 45,65   |
| 2021 |        | 44,73   |

## Palmares

### 400 m
- 2008: 4e CARIFTA Spelen U17 - 50,06 s
- 2009: 6e ½ fin. WK voor B-junioren - 48,20 s
- 2009: 7e in serie Pan-Amerikaanse juniorenkamp. - 47,61 s
- 2010:  CARIFTA Spelen U20 - 46,59 s
- 2010:  CAC juniorenkamp. - 47,16 s
- 2010: 5e ½ fin. WJK - 47,49 s
- 2011: 8e CARIFTA Spelen U20 - 1.10,25 s
- 2011:  Pan-Amerikaanse juniorenkamp. - 46,50 s
- 2012: 5e in serie OS - 45,81 s
- 2013: 4e in ½ fin. WK - 45,47 s
- 2016:  WK indoor - 46,17 s
- 2016: 6e in serie OS - 46,15 s
- 2018:  WK Indoor - 46,37 s
- 2021: 4e in ½ fin. OS - 44,93 s

Diamond League-podiumplaatsen
- 2021:  Weltklasse Zürich - 44,81 s

### 4 × 400 m
- 2008:  CARIFTA Spelen U17 - 3.21,20
- 2009:  Pan-Amerikaanse juniorenkamp. - 3.07,70
- 2010:  CARIFTA Spelen U20 - 3.11,59
- 2010:  CAC juniorenkamp. - 3.08,19
- 2010: 10e in series WJK - 3.10,87
- 2011:  CARIFTA Spelen U20 - 3.08,96
- 2011:  CAC kamp. - 3.01,65
- 2011:  Pan-Amerikaanse juniorenkamp. - 3.14,96
- 2011: 12e series WK - 3.02,47
- 2012:  OS - 2.59,40 (NR)
- 2015:  WK - 2.58,20 (NR)
- 2016:  WK indoor - 3.05,51 (NR)
- 2016: DSQ in serie OS
- 2017: 4e IAAF World Relays - 3.02,51 (Lendore liep alleen de halve finale)
- 2018: 4e Gemenebestspelen - 3.02,85
- 2019:  IAAF World Relays - 3.00,81
- 2019:  Pan-Amerikaanse Spelen - 3.02,25
- 2019: 5e WK - 3.01,35
- 2021: 8e OS - 3.00,85

## Onderscheiding
- Bowerman - 2014